# Thomisus katrajghatus
Thomisus katrajghatus är en spindelart som beskrevs av Benoy Krishna Tikader 1963. Thomisus katrajghatus ingår i släktet Thomisus och familjen krabbspindlar. Inga underarter finns listade i Catalogue of Life.